# Mount Mageik
Der Mount Mageik ist ein 2165 m hoher Stratovulkan der Aleutenkette auf der Alaska-Halbinsel. Er gehört zum Katmai-Nationalpark und begrenzt das Valley of Ten Thousand Smokes im Süden.
Es gibt keine bestätigten Aufzeichnungen über historische Eruptionen. Eine mögliche Eruption von 1946 wird heute in Frage gestellt. Die jüngsten vulkanischen Ablagerungen stammen aber aus dem Holozän. An einem jungen Krater an der nordöstlichen Flanke können heute schwefelhaltige vulkanische Exhalationen in Form von Fumarolen festgestellt werden.
Der Vulkan ist von vulkanischer Asche bedeckt, die von den Ausbrüchen des Novarupta (1912) und des Mount Trident (1953) stammt.

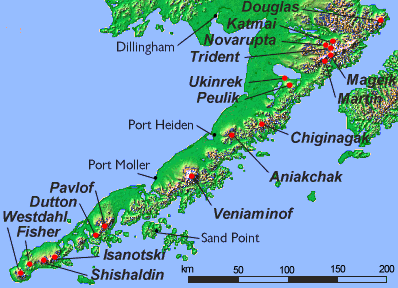
Vulkane auf der Alaska-Halbinsel